# Singapurische Badmintonmeisterschaft 1971/72
Die Singapurische Badmintonmeisterschaft 1971/72 fand Anfang August 1971 statt. 

## Austragungsort
- Singapore Badminton Hall

## Finalresultate
| Disziplin    | Sieger                    | Finalist                  | Ergebnis           |
| ------------ | ------------------------- | ------------------------- | ------------------ |
| Herreneinzel | Wee Kin                   | Yeo Ah Seng               | 17-15, 15-13       |
| Dameneinzel  | Lim Choo Eng              | Nancy Sng                 | 11-0, 11-2         |
| Herrendoppel | Low Kee Wah Ng Chor Yau   | Ismail Ibrahim Andrew Sim | 18-14, 11-15, 15-5 |
| Damendoppel  | Lim Choo Eng Aishah Attan | Lim Siew Choo Serene Wee  | w.o.               |